# Риббек, Эрих
Э́рих Ри́ббек (нем. Erich Ribbeck; 13 июня 1937, Вупперталь, Северный Рейн-Вестфалия) — немецкий футболист и футбольный тренер. Самый молодой главный тренер в истории Бундеслиги и самый возрастной наставник в истории сборной Германии. В настоящий момент находится на пенсии, проживает в городе Пульхайм.

## Карьера
Как игрок Риббек не добился больших успехов, он играл в 1950-60-х годах XX века в командах, выступающих на региональном уровне: «Вупперталь» и «Виктория» из Кёльна.
В 1965 году Риббек в возрасте 28 лет переходит на тренерскую работу, становясь сначала ассистентом главного тренера в команде «Боруссия» из Мёнхенгладбаха, а через два года становится главным тренером в клубе «Рот-Вайсс» из Эссена. В 1968 году возглавив «Айнтрахт» из Франкфурта, он в 31 год становится самым молодым тренером в истории Бундеслиги. Затем Риббек возглавлял клубы «Кайзерслаутерн», «Боруссия» из Дортмунда, «Байер 04» и «Бавария». С «Байером» он добился главного успеха в своей карьере, выиграв в 1988 году с командой Кубок УЕФА.
В конце своей карьеры Риббек был назначен главным тренером сборной Германии в возрасте 61 года, став самым пожилым тренером сборной Германии. Однако, после последовавшего провала немецкой сборной на Евро-2000, Риббек был отправлен в отставку, и на этом он прекратил свою 35-летнюю тренерскую карьеру. Под руководством Риббека сборная Германии одержала 10 побед, 6 раз сыграла вничью и потерпела 8 поражений. Это наихудший показатель для тренеров сборной Германии за всю историю.

## Достижения
На 1 марта 2016 Риббек находился на третьем месте в списке самых результативных тренеров в истории Бундеслиги, одержав 568 побед на тренерском мостике.
- Обладатель Кубка УЕФА 1987/88
- Финалист Кубка Германии 1992/93